# Amantes de Hasanlu

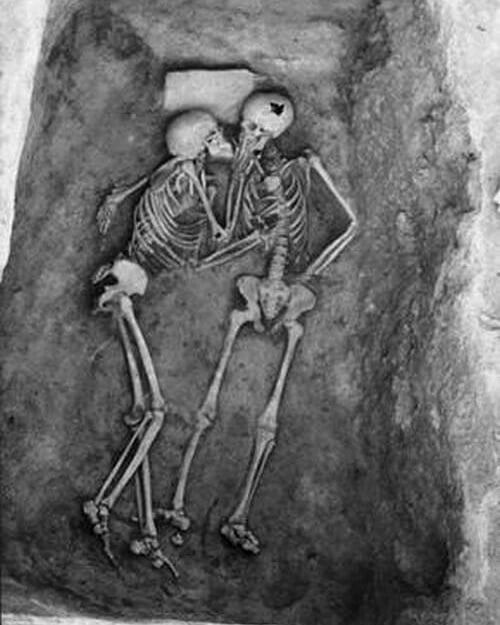
Amanti di Hasanlu - Penn Museum.

Amantes de Hasanlu são um par de restos humanos encontrados por uma equipe da Universidade da Pensilvânia liderada por Robert H. Dyson no sítio arqueológico de Teppe Hasanlu, localizado no vale de Solduz, na província oeste do Azerbaijão no Irã, em 1972. 
A imagem mostra dois esqueletos humanos, aparentemente em um abraço, que ganhou a fotografia com o título de Hasanlu Lovers ou O beijo de 2800 anos.
O esqueleto à direita está deitado de costas. As evidências dentárias sugerem que este era um adulto jovem, possivelmente entre 19 e 22 anos de idade. A pelve indica um homem. A saúde parece ter sido boa, sem evidências aparentes de ferimentos ao longo da vida. 
O esqueleto que está do lado esquerdo tinha idade entre 30 e 35 anos quando morreu. As evidências de gênero se inclinam para o masculino, ainda que seja uma resposta em aberto pelos cientistas. A saúde parece ter sido boa, sem evidências aparentes de ferimentos ao longo da vida.
O par de esqueletos foi encontrado em uma estrutura semelhante a uma caixa, feita de tijolos, que tinha a função de guardar cereais, sem outros objetos, exceto uma laje de pedra sob a cabeça de um esqueleto. Eles morreram juntos por volta de 800 aC, durante a destruição da cidadela Teppe Hasanlu. Acredita-se que na ocasião, a cidadela tenha sido invadida pelo Reino Urartu, das terras altas da Armênia, que incendiaram o local. Os pesquisadores trabalham com a teoria de que os dois homens teriam se refugiado dentro da caixa, e tenham morrido por asfixia.
Os esqueletos de muitos moradores da cidadela ficaram expostos nas ruas, e a passagem do tempo se encarregou de cobri-los com escombros e terra.
Devido a indefinição quanto ao gênero do esqueleto da pessoa mais velha, os arqueólogos consideram a possibilidade da dupla ser pai e filho, mãe e filho, ou mesmo uma relação homoafetivo entre dois homens.
As assinaturas isotópicas indicam que a dieta dos residentes de Hasanlu era variada, indicando uma dieta que incluía trigo e cevada, ovelhas e cabras, e que os residentes de Hasanlu eram em grande parte nascidos e criados na área.